# Gary Oakes
Gary Oakes (Reino Unido, 21 de septiembre de 1958) es un atleta británico retirado, especializado en la prueba de 400 m vallas en la que llegó a ser medallista de bronce olímpico en 1980.

## Carrera deportiva
En los JJ. OO. de Moscú 1980 ganó la medalla de bronce en los 400 metros vallas, con un tiempo de 49.11 segundos, llegando a la meta tras el alemán Volker Beck y el soviético Vasyl Arkhypenko.